# 拉法葉艦軍購案

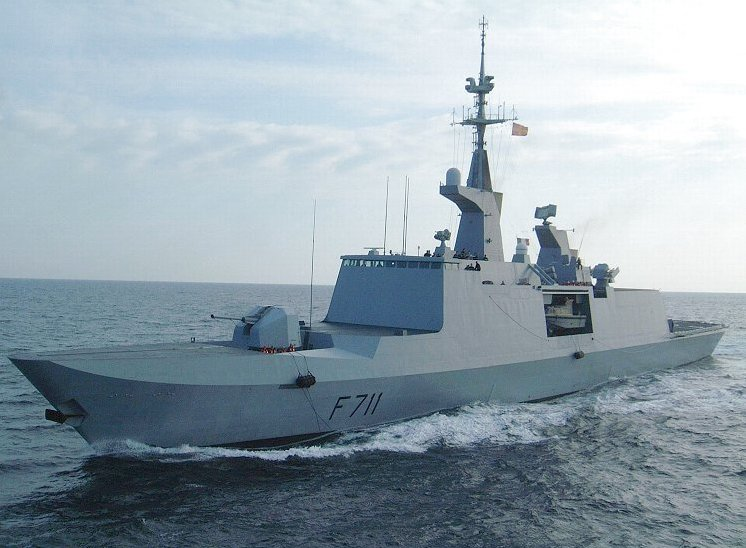
康定級巡防艦（拉法葉級巡防艦）

中華民國海軍拉法葉艦軍購弊案是牽涉中華民國政府與法國政府高層官員，在1989年至1991年間與法國軍火商湯姆笙簽署的拉法葉巡防艦軍購案中收受佣金之弊案。
軍購案簽署後，競爭者德方軍火商關係人郭璽署名「忠勇海軍軍官」投書總統府，控告海軍在採購拉法葉艦時，時任參謀總長劉和謙的親信——兵器處通電處處長等七個集團與法方集體貪污，國防部海軍司令部武獲室上校執行長尹清楓奉令處理，最後在與兩派軍火商（法方郭力恆、汪傳浦、德方郭璽、太太）會面協調途中疑似遭不明兇手暗殺。此後，中華民國八名、法國六名，共至少十四名相關人陸續因「自殺」或墜樓等原因死亡，此案因而成為懸案。
劉和謙任參謀總長是1991年12月5日至1995年6月30日，拉法葉艦簽約是在劉擔任總長之前（1991年8月）。1993年5月，尹清楓於劉和謙任內調任海軍武獲室並了解購艦案，但尹清楓於1993年12月遇害。2006年，中華民國前總統李登輝、前參謀總長郝柏村一級上將因此案接受偵訊，獨漏海軍拉法葉級巡防艦與空軍幻象2000戰鬥機正式簽約時的參謀總長劉和謙。時任總統陳水扁曾宣示對此案「不惜動搖國本也要查辦到底」，至今仍未釐清案情。拉法葉軍購案也是中華民國國軍建軍以來的最大的軍事醜聞。

## 背景緣起
1980年代，中華民國國軍的軍備面臨老化問題，需要對外採購。多年來，中華民國的軍備採購來源主要為美國，由於受到《八一七公報》的約束，限制對台軍售總量，也影響台灣所購得軍火的素質，這些限制讓其他國家的軍火商試圖把握中華民國軍備汰舊換新的機會，如法國也試圖對台銷售軍火；而各國軍火商受限於該國政府因與中華人民共和國政府建交而不承認中華民國具備主權國家地位，以及“一個中國”政策的限制，北京政府亦反對各國對台軍售，軍火商無法直接在台灣公開推銷武器。此種環境下提供軍火代理商從中引線的機會。

## 事件經過
1989年至1991年間，中華民國政府與法國政府高層在正式簽署拉法葉艦軍購案的過程中收受佣金。軍購案談定美金25億元購買僅含偵搜裝備、無武裝的六艘拉法葉艦，施工方式是前二法國製造船段，在台灣組裝成船，後四全船台造。然於1993年4月修約，再增付3億美元改由全船法國製造，違背中華民國立法院決議，民主進步黨立法委員顏錦福認為有弊端而提出質詢。此時，海軍上校尹清楓調升海軍總司令部武器系統獲得管理室執行長（佔少將缺），並於9月初赴法。12月初，因德、法兩軍火商為爭取拉法葉武器系統採購，德國軍火商處於下風，因而其合作夥伴郭璽以署名「英勇海軍軍官」投書中華民國總統府，控告時任參謀總長劉和謙的親信有七個集團貪污。
命案發生後，茅頭指向劉樞，立委顏錦福受劉樞之父劉隸所託公佈：尹受命調查拉艦弊案，海軍總司令部武器系統獲得管理室整後組組長上校郭力恆企圖以美金250萬元收買，遭尹拒絕並向上陳報，終至因故身亡，涉案有現、退役將校軍官共達十一名以上。當日尹與郭力恆兩人透過在張鎮瑞家之易善穗（案發第三天武獲室某中校提供凶嫌姓名）邀約汪傳浦，自己則電邀凃太太，請兩派軍火商到「來來豆漿店」協調，並與郭力恆同車前往，後導致殺身之禍。
根據2016年11月22日，三立新聞台的節目《54新觀點》中，主持人陳斐娟訪問永和「來來豆漿店」董事長黃啟明所述，案發當日有一部隸屬於海軍的車子逆向駕駛，停在他所經營的永和來來豆漿店前面，從車上下來四個穿海軍制服的高階軍官，其一著便服、買35牌香煙，左眉有痣與刀疤，與易員面部特徵相符，且尹西褲口袋寫總工程師尹清楓六字與易員筆跡相符，另尹左手脘很深的指甲痕跡都與易員蓄甲習慣相符。而另一部將軍黑色轎車的車主為黑函被告的將軍，也是修約弊案後被換掉的武獲室副執行長。同時，也有目擊者看到兩男一女到來來豆漿店及「宏業麵包店」購買蜜豆奶，與郭力恆在海總軍法處看守所在柯士斌偵訊時，經五位證人指證承認當日尹與凃太太改約來來豆漿店見面，兩人同車而行的說法相符。當年法國當地的軍火中介人關愛蒙等人在交易中未獲取相應報酬，在瑞士跟湯姆笙進行商業仲裁訴訟，讓此案從法國傳回台灣，連帶引出雲母飛彈與幻象2000戰鬥機弊案，最終在瑞士銀行查獲回扣九億美元。
案件爆發後，中華民國海軍收押相關受賄軍官，而軍火代理商則逃亡海外。與單亦誠同一公司的獵雷艦軍火商王言午於12月20日逃往美國被其同居人檢舉，洛杉磯警察局偵訊後將筆錄傳真給內政部警政署刑事警察局國際科，經報載是住洛城某軍火商係主謀，因與居於洛城哈達仙崗的某位現役海軍上將之子熟識，而介入海軍拉法葉艦及空軍幻象戰機軍購案；美國警察為尹案提供線索後，中華民國警察不查核亦不通緝王君，監察院對此提出糾正。
法國方面有六個與此案相關者陸續死亡，而前總統李登輝、前參謀總長郝柏村上將也因此案於2006年接受偵訊。對於此案，時任總統陳水扁曾宣示「不惜動搖國本辦到底」，最後不了了之。由於該軍購案契約中具備排佣條款，使得後來國際仲裁以違反契約名義進行審理。2010年5月4日，裁定中華民國勝訴，法國須賠償新台幣270億元；2011年7月12日，中華民國國防部在仲裁官司中勝訴，法國政府需歸還8.75億美元。

## 青幫涉入傳聞
拉法葉艦的主建造商是1968年成立、於1982年收歸法國國營的湯姆笙CSF公司（現民營化改組為台利斯），其積極拓展亞洲軍火市場，在台灣的代理商為軍火仲介商人汪傳浦，有消息認為他是青幫成員。在拉法葉艦及獵雷艦等中華民國海軍採購案中，汪傳浦行賄同為青幫成員的海軍總司令部武器系統獲得管理室整後組組長上校郭力恆。由於郭力恆即將退伍，將此視為賺取大量錢財的機會，並在案件調查中極力保護汪傳浦與另一參與獵雷艦採購案的軍火商單亦誠。單亦誠為青幫內輩份極高的人物，後於2011年死於上海。
《中國時報》認為單亦誠的去世讓臺灣很多退役老將都鬆一口氣，因為他知道太多國軍中青幫勢力的所作所為。據悉，中華民國政府遷台後，蔣中正為穩定軍政，大力扶植青幫。幾十年下來，青幫在國軍中的勢力已經無處不在，亦能影響重大軍購案和人事升遷。海軍上校尹清楓當時先後經手“海測”艦、“獵雷”艦、“拉法葉”艦的採購選型和編列預算工作，後在追查採購弊案過程中身亡。有消息認為當時涉案軍官中有15人是青幫成員，有猜測認為單亦誠極可能是幕後真凶，而尹案真相也可能遭青幫成員相互掩蓋。
在調查過程中，郭力恆供稱在海軍總司令部內的青幫成員包括海軍總司令部副總司令中將韋齊生以及少將史忠義、少將常志驊、上校黃海賦、上校章順昶等海軍中高階軍官，另外在海軍左營基地內也至少有15名海軍校級軍官為青幫成員。青幫在中華民國海軍內部的勢力強大，因單亦誠在青幫的輩份頗高，因此在海軍內部一言九鼎。由於尹清楓的致命傷為喉部一道明顯的「手刀」痕跡，偵查的專案小組人員懷疑是青幫的手法所為。前內政部警政署刑事警察局局長楊子敬認為，單亦誠應該知道是誰指使殺害尹清楓，但是單在生前不露半點口風。

## 佣金流向
根據台灣前立法委員謝聰敏刊登於2002年1940期《南方快報》的《台灣公論報專論》《拉法葉‧軍火佣金‧台灣甲午戰爭》一文中的記載，拉法葉艦的法方秘密底價是114.5億法郎；由於中華人民共和國反對，汪傳浦居間浮報40多億法郎佣金，做為遊說台北和北京之用
拉法葉艦佣金，是三管齊下，除了汪傳浦對台灣的管道以及透過鍾古夫人跟杜馬回流法國外，也經由劉莉莉的管道負責酬庸中共高層6億法郎，換來他們的默許。2003年,法國前外交部長杜馬為宣傳其新書《經試煉之證據》接受法國媒體專訪，杜馬在書中稱十年前拉法葉艦售台案之佣金，「四億美金應由『台北執政黨之總秘書處』獲利，一億美元則由中國共產黨中央委員會獲利。」。
法國雜誌《重點》記者李察（sean-alphonuse Richard）在2000年5月10日的《費加洛報》透露3.2億美金由法國匯到台北的中國國民黨秘書處。文章中謝聰敏在巴黎訪問他，追問來源是否可靠，他回答是可靠來源。在2002年3月29日的中國時報，宋楚瑜表示：「過去相關單位追查拉法葉艦案時，一度發現錢曾流入國民黨中央黨部，結果只是因為他當時擔任國民黨秘書長，就將茅頭指向他，後來發現不是。如此，錢到了其他地方，案子就查不下去。」。
2003年3月1日，台灣中央社引述法國媒體報導指出，法國前外長杜馬指稱曾將“拉法葉艦採購案”中4億美元的巨額傭金交給當時的“當權政黨秘書長”。一天后，中央社澄清「Au Secretariat General Duparti Au Pouvoiry」應譯為“執政黨秘書處”，並向受到困撓的當事人表示歉意。湯姆笙公司主要遊說工作，有A管道和B管道。《重點》雜誌舉出A管道是由代理人汪傳浦直達台北總統府，B管道是由劉莉莉說服中共軍委會主席江澤民和鄧小平的兒子鄧樸方，佣金總金額是成交價的25%，《重點》雜誌並刊出佣金水單。法國報紙報導，法國曾由來自台灣的婦人劉莉莉轉送中國一億美元佣金，並告知拉法葉艦技術給中國，協助中國海軍現代化。這兩艦安裝的湯姆笙裝備，顯出和劉莉莉的一億美元有關。也就是說，台灣出錢武裝了中國海軍。

2020年9月，拉法葉艦軍購弊案，台北地檢署聲請沒收已故軍火商汪傳浦犯罪所得9.6億餘美元，最高法院去年裁定准許沒收追徵犯罪所得3億1253萬9913.44美元（約台幣90.3億元）確定。台北地檢署已針對確定沒收的美金3億多元部分，由法務部透過外交部正式向瑞士等國提出司法互助請求返還。
2021年，台灣當初以最高法院判決向瑞士追討已故軍火商汪傳浦家族帳戶的九億多美元，瑞士司法部昨天同意歸還近2.66億美元（約合台幣74億元）給台灣，另七億多美元（近台幣兩百億元）因無法認定是貪汙所得，瑞士聲明將解凍。預計返還汪傳浦家族，由於是終局裁判，檢方與汪傳浦家族雙方都不得再提抗告，全案確定。
尹清楓之弟尹清崗指出，在1996年台海危機中，中共新一代旅滬級驅逐艦哈爾濱號曾經參與軍事演習，艦上武器已經湯姆笙化。在前立法委員謝聰敏的另一篇文章中亦指出，根據尹清崗及法國費加洛報報導，拉法葉艦採購案是在1991年8月31日由台法兩國簽約。中國哈爾濱號是在1990年11月建造，1991年10月下水（簽約兩個月後），下水後安裝了湯姆笙製造的Tavitac戰系、海響尾蛇飛彈、電戰裝備、艦首懸吊及艦尾變深聲納、海虎搜索雷達及射控雷達。1994年7月成軍服役。後又續建了青島號。法國報紙報導法國曾由來自台灣的婦人劉莉莉轉送中國一億美元佣金，並告知拉法葉艦技術給中國，協助中國海軍現代化。這兩艦安裝的湯姆笙裝備，顯示和劉莉莉的一億美元有關。認為台灣出錢武裝了中國海軍。
前副總統呂秀蓮並指出，當年拉法葉案最荒謬的是，法國要替我國建造軍艦，消息讓北京中南海知道後，派人前往遊說，不僅部分佣金要給中南海，台灣的錢委託法國造艦的設計圖，還要讓中南海過目。
前副總統呂秀蓮就拉法葉弊案批判，除指佣金流向中國外，還質疑這件國民黨執政時代的軍購案，拉法葉艦設計圖當年流入中國，不利海軍防衛作戰。事實上，中方納入拉法葉艦設計精神打造的「哈爾濱號」早已是解放軍海軍要角，還曾在台海飛彈危機事件中執行對台任務，真可說是兩岸政治軍事發展史上的一大諷刺。
法國甚至還將軍艦上配備的電戰系統等先進設備，全部賣給中國，一旦中國掌握台灣海軍的作戰參數，將使台灣拉法葉艦陷入不設防狀態。更令人無法接受的是，經台法雙方調查，拉法葉艦購案中出現的天價佣金，竟有相當大的數額流入中國當局，部分佣金還轉化為武器系統，由法方送給中國，成為佣金的一部分，也就是說，這幾艘中國新型軍艦上流的可能就是台灣人的血汗錢。
由負責偵辦本案的高檢署「特調小組」檢察官蔡秋明所發在台灣照會瑞士的「密件」（檔案編號0809-006-667)，臚列軍火商汪傳浦與法方狼狽為奸之外，還特地加註「海總武獲室整後組」上校郭力恆居中扮演著裡應外合角色，此一跡象顯示台灣內部的90位參與「光2計畫」軍方人士中，計有雷姓中將等11人被認為是扮演「轉折關鍵」的角色。還有黨政圈涉入軍購案者名單在坊間流傳，從筆劃排名姓氏順序著眼，屬於軍方高層者計有郝、夏、劉、陳、葉、莊、伍……等7位姓氏的「三星上將」；至於黨務系統則有宋姓一人，外交系統有龔、邱、黃3位大使級人士，而政壇則還有：李、蔣、邱、蘇、丁、簡、蕭、史等8位政要，另有新聞界「王姓」老闆及知名度極高的陳姓大律師，合計有21位之多，其中，蔣姓政要已被註明「逝世」結案。連同參與軍購者11位，則全體總計是高達32位之多；但檢方在提供名單之餘，還是強調「文件內容……並未掌握這些人收賄罪證」、「不代表有人收受佣金、或被承諾可分享到一筆佣金，目前尚未掌握到犯罪事證」，於此可見，蔡秋明司長知會瑞士司法當局的密件中，只重申上述21位「前朝」高層與汪傳浦關係匪淺，或在當時是「掌權者」關鍵角色而已。

## 後續發展
作者陶五柳在《陳水扁震撼》一書中提及「陳水扁在當國防立法委員期間揭發拉法葉艦弊案，在立法院院會中提出他掌握該弊案充分的人證、事證、與物證！並詳知不法行為之確切的時間與地點甚至直接指出——中華民國總統府秘書長蔣彥士涉入關說，在該書另一段文字其語法更洩漏令人震驚的機密其原文如下：「我們應當更保護當事人身分的秘密，以免尹清楓事件再度發生！」。這語法在慶富獵雷艦弊案再度被時任中華民國海軍司令上將黃曙光所引用。這當事人顯指的是郭璽，後來等到陳水扁出任中華民國總統後，曾公開表示稱：「不惜動搖國本，也要查辦到底！」，但又怕郭璽吐實，將引火上身，最後不了了之。2019年，記者溫紳說出當年馬永成是透過郭璽在立法院工作的姐姐，兩人因而搭上線，為陳水扁提供相當軍購弊案情資。八掌溪事件，陳水扁聲望下跌，赴國外訪問，馬永成脫隊轉赴德國與凃太太見面，也引起外界諸多猜測。
前法國外交部部長杜馬（Roland Dumas，1988年至1993年任法國外長）的《考驗與證據》一書則指出當時執政黨（中國國民黨）的「總秘書處」曾收取4億美金的佣金。另外雖然法國極可能因違背拉法葉艦交易而被國際商業仲裁法庭判決賠償台灣巨額罰款，然而法國國防部機密咨詢委員會主席勒隆（Pierre Lelong）卻在接受《費加洛報》專訪時表示「不會敗訴賠款」。而法國國防部機密咨詢委員會至今仍不願公開拉法葉艦佣金數額及受賄者名單。2015年的法國電影《解密風暴》，以2001年爆發的歐盟國際保管機構醜聞，即是參考此一事件。
2018年9月，台灣新聞媒體《新新聞》的調查報導表示，極可能身為設立於直布羅陀的潛艦技術顧問公司「Gavron Limited」及其在台灣的代理商「新華荷國際股份有限公司」等關係企業幕後主事者的郭璽，當年在國防部聯五四處任職，畢業於海軍官校六十九年班（1980年）、西北大學博士，先後在兵器工廠及武獲室任職，在海軍內部頗具人脈。命案前一天，郭璽從劉樞電話得知尹參加圓山飯店晚宴，下班後從國防部到大直新瑞電器行買了電話竊聽與錄音兩用錄音機；約於當日7點，值日官翁光良讓郭璽進武獲室，尹清楓的秘書王萬瑩用戰備鑰匙開啟尹的辦公室房門，讓他待在裡面三四個小時蒐集資料與安裝老鼠尾。
尹清楓命案後，郭璽被檢調單位列為重要關係人，楊亭雲下令將郭璽於12月20日調回海總在政四監管下任參謀，另尹的秘書與駕駛兵被調憲令部，三人明是保護實則遭軟禁半年，致尹案無法突破。當年包括軍火商在內的多名涉案人員入獄，郭璽因將前一晚與尹在海總總值星官室10-12點談話的一卷錄音帶及在尹辦公室蒐集的弊案資料，交與德軍火商凃太太及反對黨陳姓立委，以及莊銘耀總司令(俗稱對劉樞的消磁錄音帶)。另一捲12-01點的錄音帶另錄到有人從郭力恆家打給尹清楓的電話錄音，該人尹稱他為老哥及操南京口音國語（內容見反搜證文字稿B面）。一早劉樞載郭璽又到尹辦公室想取回錄音機未遂，被尹搜到錄音機交給秘書；軍方未追究郭璽責任，郭最後以上校階級提前退伍。之後，郭璽創立公司成為軍火代理商，在台海兩岸間從事消防、鎮暴、安檢和特戰裝備等生意，汶川大地震出入災區綿陽推銷生命探測儀。2002年8月26日，監察院通過對海軍高階將領的彈劾案文中三度提及郭璽，亦指尹案不破，與總政戰部主任上將楊亭雲在第二次專案會議指示有關，楊須負最大責任。該篇報導內容經記者與上述相關當事人和公司團體聯繫後，未獲得具體說法或回應。
2019年5月9日，網路政論節目《政經關不了》邀請媒體人溫紳上節目參與錄製，其在節目中表示「潛艦國造承辦廠商，與尹清楓命案同批人」。對此，國防部海軍司令部於節目播出當晚回應，該說法與事實不符。
2022年2月，南德意志报報導他們收到遭泄露約30,000名客戶和18,000個瑞士信貸銀行賬戶的資料。當中揭露宋楚瑜在1993年6月在該銀行開設秘密銀行賬戶直到2010年關閉，裏面的最高存款達到1367萬瑞士法郎（約4億8千9百萬新臺幣）。這筆款項被指與拉法葉軍購案受賄有關，當年參與調查的法國前法官范倫貝克說如果當時知道這筆款項的存在一定對2021年台灣最高法院的判決產生不一樣的結果，胡佛研究所的學者祁凱立博士指宋楚瑜和拉法葉軍購賄賂有直接的關係。。
此案的倖存者郭璽成立台灣麻將最大黨，並且參選2024立法委員選舉。

## 本案相關死亡者

### 中華民國（臺灣）
| 姓名      | 身份                                            | 與本案關係 | 死因 | 死亡日期      |
| --------- | ----------------------------------------------- | --- | --- | ------------- |
| 尹清楓    | 海軍總司令部武器系統獲得管理室，上校軍官        | 中華民國軍方負責調查這起跨國洗錢案。                                                                                                   | 遭人謀殺，遺體在宜蘭外海被遊客發現，警方與軍方發現其遺體疑似被鈍器攻擊造成瘀傷，喉嚨重創，後腦蜘蛛網膜出血。                    | 1993年12月9日 |
| 易善穗    | 海總兵器處退役中校軍官/中科院大成計畫室科聘離職 | 尹清楓被害後逃離台灣，後回台灣並同意接受偵查。                                                                                         | 回國後在三軍總院因「急性瘧疾」不幸死亡。                                                                                        | 1994年        |
| 李鎧      | 海軍烏坵守備區指揮部指揮官，少將軍官            | 軍購案時趙崇銘上屬。 | 在辦公室裡舉槍自殺，海軍的說法是「公款未法用」、「工程進度落後、家庭因素造成身心障礙無法調適」。                                | 1994年        |
| 趙崇銘    | 中士士官                                        | 李鎧死後幾日，在獵雷艦上自殺。 | 當時報紙上刊的新聞是趙某以手槍射擊額頭自殺。                                                                                    | 1994年        |
| 張可文    | 中校參謀官                                      | 因拉法葉採購弊案入獄服刑，官方稱尹反搜證第一人，2005年假釋。                                                                           | 在五年沒發生過死亡車禍的台北市新生北路101巷口，被違規汽車撞擊致死。當時晚上八九點，附近少見地無車且一路綠燈，疑似遭人埋伏暗殺。 | 2007年        |
| 宋心濂    | 時任中華民國國家安全局局長，上將軍官            | 拉法葉軍購案關鍵人物也是兩岸六人小組之一。                                                                                             | 在飯店意外猝死。 | 1995年        |
| James Kuo | 法國興業銀行一名台籍幹部                        | 負責拉法葉艦交易付款業務。 | 在台北公司墜樓。 | 1992年        |
| 楊以禮    | 和尹清楓很親近的外甥                            | 楊母表示楊以禮在巴黎時，尹清楓曾將有關拉法葉艦售台的檔案資料交給他，托他代為保管，但是加拿大警察的調查並未發現任何有關拉法葉案的資料。 | 於加拿大被吹風機電死在浴缸中。                                                                                                  | 1996年        |

### 法國
| 姓名      | 身份                 | 與本案關係                                   | 死因                                 | 死亡日期 |
| --------- | -------------------- | -------------------------------------------- | ------------------------------------ | -------- |
| Imbot     | 对外安全总局探員     | 來台監督「BRAVO 喝彩專案」。                 | 在大風夜晚關閉百葉窗時意外墜樓。     | 2000年   |
| Rouaret   | 調查員               | 法國軍方負責調查這起跨國洗錢案。             | 在巴黎心臟病發死亡。                 | 2002年   |
| De Galzin | 馬特拉公司駐台代表   | 配合「BRAVO 喝彩專案」，監督幻象機售台進展。 | 在巴黎病死。                         | 2001年   |
| Moine     | 馬特拉公司遠東區主管 | 「BRAVO 喝彩專案」的主事者。                 | 在科西嘉度假慘遭溺斃。               | 2001年   |
| Albessard | 湯姆笙公司遠東區主管 | 他在當年跟汪傳浦一起逃離台灣。               | 在東京「突然」罹患血癌死亡。         | 2001年   |
| Morisson  | 湯姆笙公司駐台副代表 | 負責「BRAVO 喝彩專案」談判。                 | 住巴黎2樓公寓，卻從隔壁5樓墜下身亡。 | 2001年   |

## 大事記
- 1988年2月8日：中華民國海軍提出「光華二號」計划，預算1152億。
- 1988年5月17日：中華民國總統李登輝批准向韓國軍購16艘蔚山級巡防艦。
- 1989年5月6日：上將參謀總長郝柏村赴法國談判軍購事宜。
- 1989年5月8日：郝柏村自法國指示對韓「勿有所定論」。
- 1989年6月3日：副參謀總長夏甸結論「先韓後法」。
- 1989年9月2日：雷學明（立委雷倩之父）等六人小組赴沙、法參訪拉法葉艦。
- 1989年10月5日：郝柏村同意光二計划改買拉法葉艦。
- 1990年1月9日：法國總統密特朗宣佈暫停出售拉法葉艦予台灣。
- 1990年7月19日：湯姆笙公司與艾德蒙·關簽締遊說合同，委託艾德蒙·關向中華人民共和國游說。
- 1991年4月16日：艾德蒙·關與訪問巴黎的朱鎔基接觸。
- 1991年4月30日：法國前外長杜馬向錢其琛私下傳遞售艦意向。
- 1991年6月9日：郝柏村代表陳博士同意法方所提購艦與高鐵「配套」。
- 1991年6月14日：法國總統密特朗同意總理柯瑞松夫人（1991年至1992年任法國總理）建議恢復售艦決定。
- 1991年8月31日：中船董事長羅錡代表海軍與湯姆笙公司簽約購艦案，共25億1258萬美金。
- 1992年2月22日：法國造艦局DCM開工為台灣生產拉法葉艦。
- 1993年6月4日：由於6艘軍艦全改為在法委製而由海軍總司令莊銘耀上將出面簽約。
- 1993年9月9日：海總武獲室軍官尹清楓赴法考察，3個月後離奇遇害。
- 1993年12月18日：武獲室整後組組長郭力恆因涉嫌收賄而被收押。
- 1993年12月19日：湯姆笙公司代表汪傳浦與艾沛韶被通報後緊急離台。
- 1994年1月1日：警方成立專案小組偵辦尹案，唯時隔三週之久而無解。
- 1994年4月16日：與法國簽約的莊銘耀因尹案下台。
- 1996年5月18日：第一艘康定級巡防艦（即拉法葉艦）正式移交台灣成軍。
- 1996年10月31日：法國《巴黎人報》首先披露湯姆笙公司拒付售艦遊說費。
- 1997年1月28日：瑞士商務仲裁法庭及洛桑法院宣判湯姆笙公司敗訴。
- 1997年11月7日：鐘顧夫人因為涉嫌「侵占社會公帑」而遭檢方羈押。
- 1998年3月9日：法國前外長杜馬向《費加洛報》證實5億美元佣金。
- 2000年7月31日：中華民國政府在總統陳水扁指示下成立跨部會特調小組，陳公開發表：「不惜動搖國本，也要查辦到底。」[22]
- 2000年9月14日：汪傳浦繼賄賂罪、妨害軍機罪後被發布「殺人罪」通緝。[34]
- 2001年6月22日：汪傳浦在瑞士銀行內的鉅額存款曝光而迫使法國展開追究。
- 2001年：        中華民國海軍向國際商會仲裁法庭(ICC)提出仲裁申請。
- 2001年11月11日：監委約詢前總統李登輝。
- 2002年1月15日：法方拒與中方司法互助合作。
- 2002年3月29日：中華民國監察院調查報告「法方全程向中共報告」。
- 2002年4月2日，中華民國立法院通過成立「海軍光華二號調閱委員會」。
- 2003年7月9日：軍方懸賞一億元徵求拉案污點證人。
- 2003年12月9日：瑞士宣佈與台灣司法互助合作。
- 2005年11月8日：瑞士將汪傳浦家族佣金帳冊資料交給台灣，11月13日運抵台北。
- 2010年5月4日：拉法葉案中，中華民國勝訴，法方須賠償台灣新台币270億元。
- 2010年4月：國際商會仲裁法庭(ICC)在2010年4月判決台利斯（Thales，即原湯姆笙電子集團）公司敗訴，台利斯公司不服，向法國巴黎上訴法院提起上訴。
- 2011年6月9日：法國巴黎上訴法院於6月9日駁回台利斯公司上訴案，法方須賠償台灣5.91億美元[35]。
- 2011年7月12日：中華民國國防部於仲裁官司勝訴 ，法國方面在2011年7月12日償還8.75億美元[36]。